# Lijst van betaaldvoetbalclubs in Hongarije
Dit is een overzicht van alle voetbalclubs die in het heden of het verleden hebben deelgenomen aan het betaalde voetbal in Hongarije.
Zie ook:
- Borsodi Liga
- Hongaars voetbalelftal

## A
- Ajka FC
- Algyõ FC
- Andráshida FC

## B
- Bábolna SE
- Bajai LSE
- Baktalórántháza VSE
- Balatonboglár FC
- Balatonfüred FC
- Balatonlelle SE
- Balkány FC
- Balmazújváros FC
- Barcsi FC
- Békéscsabai Előre FC
- Beremendi Építõk
- Berettyóújfalú FC
- BKV Elõre
- Bõcsi KSC
- Bodajk FC Siófok
- Bólyi SE
- Bonyhád-Völgység LC
- Budafoki LC
- Budakalász MSE Cora
- Budaörs FC
- Budapesti Erõmu SE
- Budapesti Honvéd FC
- Büki TK

## C
- Ceglédi VSE
- Celldömölki VSE
- Csornai SE
- Csőszer FC Tatabánya

## D
- FC Dabas
- Debrecen Vasutas SC
- Diósgyõri VTK
- Dombóvári FC-Rutin
- Dorog FC
- Dunafém-Maroshegy FC
- Dunakanyar-Vác FC
- Dunakeszi Vasutas
- Dunaszentgyörgy FC
- Dunaújvárosi Kohász

## E
- Elekthermax-Pápa FC
- Enying FC
- Erzsébeti SMTK

## F
- FC Fehérvár
- Felcsút SE
- Ferencvárosi TC
- Fermat-Csesztreg FC
- Fót FC

## G
- Gödöllõ FC
- Gyirmót SE
- Gyöngyöshalász FC
- Gyöngyösi AK
- Győri ETO FC
- Gyulai Termál FC

## H
- Hajdúböszörmény FC
- Hajdúnánás FC
- Hévíz FC
- Hódmezõvásárhely FC

## I
- Ibrány FC
- Integrál-DAC Gyõr

## J
- Jánossomorja FC
- Jászapáti VSE
- Jászberény FC

## K
- Kaposvölgye-Nagyberki
- Kapuvári SE
- Karcag FC
- Kazincbarcika FC
- Kecskeméti TE
- III. Kerületi TUE
- Keszthelyi SE
- Kisbágyon-Karton FC
- Kiskunhalas FC
- Kistarcsa FC
- Komlói Bányász
- Kozármisleny FC

## L
- Létavértes FC
- Lombard-Pápa TFC

## M
- Mádi FC
- Magyargéc FC
- Makó FC
- Marcali VFC
- Mátészalka FC
- Mezõkövesd FC
- Mezõtúr FC
- Mohács FC
- Monori SE
- Móri SE
- Mosonmagyaróvári TE
- MTK Hungária FC

## N
- NABI-Kaposvári Rákóczi FC
- Nagyatádi VSE
- Nagykáta FC
- Nográd Volán-Baglyasalja
- Nyíradony FC
- Nyíregyházi Spartacus

## O
- Örkény FC
- Orosháza MTE
- Ózdi FC

## P
- Paksi SE
- Pécsi Mecsek FC
- Pécsi VSK
- Pénzügyõr SE
- Putnoki VFC

## R
- Rakamaz FC
- Rákosmenti Rojik FC
- Rákosmenti TK
- Rákospalotai EAC
- Rákosszentmihályi AFC
- Répcelaki SE

## S
- Salgótarjáni BTC
- Sarkadkeresztúr FC
- Sárvár FC
- Sátoraljaújhely FC
- Siklós FC
- FC Sopron
- Soproni VSE-GYSEV
- Soroksár FC
- Sümeg FC
- Szakoly FC
- Szarvasi FC
- Százhalombatta FC
- Szekszárd FC
- Szentes FC
- Szentlõrinc-Ormánság FC
- Szigetszentmiklós FC
- Szirmabesenyõ FC
- Szolnoki MTE
- Szolnoki Spartacus
- Szõlõskert-Nagyréde FC
- Szombathelyi Haladás

## T
- Taksony SE
- Tamási SE
- Tápiógyörgye FC
- TIAC-Honvéd VSE
- Tököl FC
- Tura FC
- Túrkeve FC
- Tuzsér Erdért SE

## U
- Újpest FC

## V
- Vasas SC Boedapest
- Vecsés FC
- Veresegyház FC
- Volán-Sényõ FC

## Z
- Zalaegerszegi TE FC
- Zsámbék FC